# Kathryn Mitchell
Kathryn Mitchell (Hamilton, 10 luglio 1982) è una giavellottista australiana.

## Biografia
Mitchell si avvicina all'atletica leggera durante il periodo scolastico a Casterton prendendolo seriamente solo a partire dal 2000. Ha preso parte alla sua prima competizione internazionale nel 2003, partecipando alle Universiadi di Taegu. Successivamente ha partecipato ad alcuni Mondiali, raggiungendo talvolta la finale; preso parte a due edizioni consecutive dei Giochi olimpici nel 2012 e nel 2016 (arrivando sesta in finale) e a diverse edizioni dei Giochi del Commonwealth a partire dal 2006 e finendo con l'edizione casalinga del 2018, dove ha riportato una medaglia d'oro. A Gold Coast, oltre che la medaglia più preziosa ha archiviato anche il record oceaniano e quello della manifestazione di lancio del giavellotto.

## Palmarès
| Anno | Manifestazione          | Sede           | Evento                 | Risultato | Prestazione | Note                                     |
| ---- | ----------------------- | -------------- | ---------------------- | --------- | ----------- | ---------------------------------------- |
| 2003 | Universiadi             | Taegu          | Lancio del giavellotto | 12ª       | 52,05 m     |                                          |
| 2006 | Giochi del Commonwealth | Melbourne      | Lancio del giavellotto | 6ª        | 55,22 m     |                                          |
| 2010 | Giochi del Commonwealth | Nuova Delhi    | Lancio del giavellotto | 5ª        | 54,25 m     |                                          |
| 2012 | Giochi olimpici         | Londra         | Lancio del giavellotto | 9ª        | 59,46 m     |                                          |
| 2013 | Mondiali                | Mosca          | Lancio del giavellotto | 5ª        | 63,77 m     | Miglior prestazione personale stagionale |
| 2014 | Giochi del Commonwealth | Glasgow        | Lancio del giavellotto | 4ª        | 62,59 m     |                                          |
| 2015 | Mondiali                | Pechino        | Lancio del giavellotto | 17ª (q)   | 61,04 m     |                                          |
| 2016 | Giochi olimpici         | Rio de Janeiro | Lancio del giavellotto | 6ª        | 64,36 m     |                                          |
| 2017 | Mondiali                | Londra         | Lancio del giavellotto | 25ª (q)   | 57,42 m     |                                          |
| 2018 | Giochi del Commonwealth | Gold Coast     | Lancio del giavellotto | Oro       | 68,92 m     | Record oceaniano                         |
| 2021 | Giochi olimpici         | Tokyo          | Lancio del giavellotto | 6ª        | 61,82 m     |                                          |
| 2022 | Mondiali                | Eugene         | Lancio del giavellotto | 25ª (q)   | 53,09 m     |                                          |
| 2023 | Mondiali                | Budapest       | Lancio del giavellotto | Finale    | dns         |                                          |
| 2024 | Giochi olimpici         | Parigi         | Lancio del giavellotto | 7ª        | 62,63 m     | Miglior prestazione personale stagionale |